# 10 Гончих Псов
10 Гончих Псов (лат. 10 Canum Venaticorum), HD 110897 — одиночная звезда в созвездии Гончих Псов на расстоянии приблизительно 57 световых лет (около 17,5 парсек) от Солнца. Визуальная звёздная величина звезды — +5,963m. Возраст звезды определён как около 5,5 млрд лет.

## Характеристики
10 Гончих Псов — жёлто-белая звезда спектрального класса F8, или F9VFe-0,3. Масса — около 1,081 солнечной, радиус — около 1,032 солнечного, светимость — около 1,104 солнечной. Эффективная температура — около 5842 K.

## Наблюдения
Звезда, согласно шкале Бортля, видна невооружённым глазом на пригородном небе (англ. Suburban sky). Наблюдается севернее 51° ю. ш., то есть практически на всей территории обитаемой Земли, за исключением Антарктиды. Лучшее время наблюдения — апрель.

## Свойства звезды
Спектральный класс 10 Гончих Псов — G0V, что означает, что звезда очень похожа на Солнце: её масса (0,87 {\displaystyle M_{\bigodot }}) и радиус (0,96 {\displaystyle R_{\bigodot }}) несколько меньше солнечного, но сама звезда немного ярче нашего Солнца (1,055 {\displaystyle L_{\bigodot }}), также это указывает на то, что водород в ядре звезды служит ядерным «топливом», то есть звезда находится на главной последовательности. Звезда излучает энергию со своей внешней атмосферы при эффективной температуре около 5 789 К, что придаёт ей жёлтый оттенок звёзды G-типа.
Для того чтобы планета, аналогичная нашей Земле, получала примерно столько же энергии, сколько она получает от Солнца, её надо было бы поместить на расстоянии 1,04 а.е. (то есть почти на орбиту Земли). Причём с такого расстояния 10 Гончих Псов выглядела бы абсолютно, как наше Солнце, каким мы его видим с Земли — 0,5° (угловой диаметр нашего Солнца тоже 0,5°).
Звезда имеет поверхностную гравитацию 4,29 СГС или 194 м/с2, то есть несколько меньше солнечной (274,0 м/с2). Звёзды, имеющие планеты, имеют тенденцию иметь большую металличность по сравнению с Солнцем, но 10 Гончих Псов имеет гораздо меньшую металличность, чем Солнце: содержание железа в ней относительно водорода составляет только 30 % от солнечного. 10 Гончих Псов имеет возраст 6,3 млрд. лет, а это значит, что она на 1,8 млрд. лет старше Солнца.
C вращением звезды возникают некоторые сложности: с одной стороны, в одной работе указано, что экваториальная скорость вращения звезды равна 8,11 км/с (то есть, звезда вращается со скоростью практически в 4 раза больше солнечной и ей, чтобы сделать один оборот, требуются порядка 6,5 дней), но с другой стороны, в другой работе указывается, что звезде требуется порядка 13 дней, чтобы совершить полный оборот. Как разрешить данное противоречие, не ясно, возможно это просто ошибки измерений. С третьей стороны, звезда на 1,8 млрд. лет старше Солнца, а звёзды с возрастом замедляют своё вращение, то есть скорость вращения звезды должна быть меньше или равна 2 км/с. В третьей работе указывается, что скорость вращения звезды меньше 1 км/с, и это, как кажется, более правильная оценка. Соответственно, чтобы сделать полный оборот, звезде требуется более 52 суток.
Избыток инфракрасного излучения на длине волны 70 мкм был обнаружен у звезды 10 Гончих Псов, что, скорее всего, указывает на наличие околозвёздного диска. Модель диска лучше всего соответствует широкому пылевому кольцу с радиусом 53,7 а.е. (то есть между орбитами Плутона (40 а.е.) и Эриды (67,7 а.е.), которое наклонено под углом 56° к линии обзора с Земли вдоль позиционного угола 111,2 °.
Звезда имеет собственное движение 0,392 mas/год по направлению 291,6° с севера на юг. Радиальная гелиоцентрическая скорость звезды очень высока и равна +81 км/с и это показывает, что звезда является посетителем из другой части Галактики, а также значит, что звезда удаляется от Солнца со скоростью почти в 8 раз большей, чем у местных звёзд Галактического диска.

## Планетная система
В 2019 году учёными, анализирующими данные проектов Hipparcos и Gaia, у звезды обнаружена планета HIP 62207 b.

## Ближайшее окружение звезды
Следующие звёздные системы находятся на расстоянии в пределах 20 световых лет от звезды 10 Гончих Псов (включены только: самая близкая звезда, самые яркие (<6,5m) и примечательные звёзды). Их спектральные классы приведены на фоне цвета этих классов (эти цвета взяты из названий спектральных типов и не соответствуют наблюдаемым цветам звёзд):
| Звезда         | Спектральный класс | Расстояние, в световых годах |
| BF Гончих Псов | M0e V              | 5.36                         |
| Глизе 436      | G7 V               | 14.19                        |

Рядом со звездой на расстоянии 20 световых лет нет ярких звёзд, а только 28 красных карликов спектрального класса K и M и 2 белых карлика.